# دمياط الجديدة
دمياط الجديدة هي مدينة جديدة من مدن الجيل الأول في مصر، تقع في محافظة دمياط، وتتبع إدارياً لهيئة المجتمعات العمرانية الجديدة، أنشأت بقرار رئيس مجلس الوزراء رقم 546 لسنة 1980، وهي من مناطق الجذب السياحي الواعدة، وتمثل إنجازاً عملاقاً في مجال التعمير وإنشاء المجتمعات العمرانية الجديدة التي تؤدي إلى الإسهام في مواجهة مشاكل العمران في مصر وإعادة التركيب الهيكلي لخريطة مصر السكانية وذلك عن طريق إنشاء مناطق للانطلاق العمراني في مراكز جديدة تصلح لتوطين المشروعات ومعها البشر دون تعدّي على الرقعة الزراعية
أنشأت دمياط الجديدة للحد من نمو مدينة دمياط الحالية وتوسعها على حساب الأرض الزراعية واستيعاب الخدمات التي تحتاجها محافظة دمياط والتي لم تكن موجودة من قبل مثل الجامعة والمناطق الصناعية، وكذلك تنمية قطاع السياحة والاستفادة من شاطئ يقع على البحر المتوسط بطول واجهة المدينة يصلح لسياحة الاصطياف لتحقيق التكامل بين التجارة والسياحة.

## الجغرافيا

### الموقع
تقع مدينة دمياط الجديدة في شمال محافظة دمياط وعلى ساحل البحر الأبيض المتوسط بطول 5 كم وتبعد حوالي 4.5 كم إلى الغرب من ميناء دمياط الجديدة وتشغل مساحة 18 كم2 وتستوعب 270000 نسمة بحلول عام 2020 م، تحيط بالمدينة من الشرق والجنوب مساحات خضراء ذات طبيعة جذابة متمثلة في غابات النخيل وأشجار الفاكهة مكونة موقعاً سياحياً فريداً، يمتد الطريق الدولي الساحلي بجوار شاطئ البحر المتوسط ويعبر من خلال شاطئ مدينة دمياط الجديدة، وقد جعل ذلك الطريق حركة النقل والمواصلات أسهل بين مينائي دمياط الجديدة والإسكندرية وأسرع. ومن أشهر شوارعها شارع حسب الله الكفراوي (الصعيدي) وشارع 100 وشارع الجامعة والمنطقة المركزية والشارع التجاري بالحي الثالث.

### المناخ
تتبع المدينة من حيث المناخ منطقة البحر الأبيض المتوسط فهو حار جاف صيفاً ومعتدل ممطر شتاءً

## المخطط العام
- - مكاتب التأمينات الاجتماعية صندوق العاملين بقطاع الأعمال العام والخاص ( النمطي) النوعية عمارة 8 أمام مسجد النوعية
  - مكتب تأمينات سيارات دمياط الجديدة النوعية عمارة 8 أمام مسجد النوعية
  - مكتب التامينات والمعاشات صندوق العاملين بالقطاع الحكومي ش 100
- مبنى للشرطة والمطافئ والمرور بكل من وسط المدينة والمنطقة الصناعية.
- مبنى للبريد بوسط المدينة وبكل من الحيين الأول والثاني.
- هايبر ماركت بشارع المحجوب.
- هادي مول بالمنطقة المركزية .

## الخدمات

### الصحة

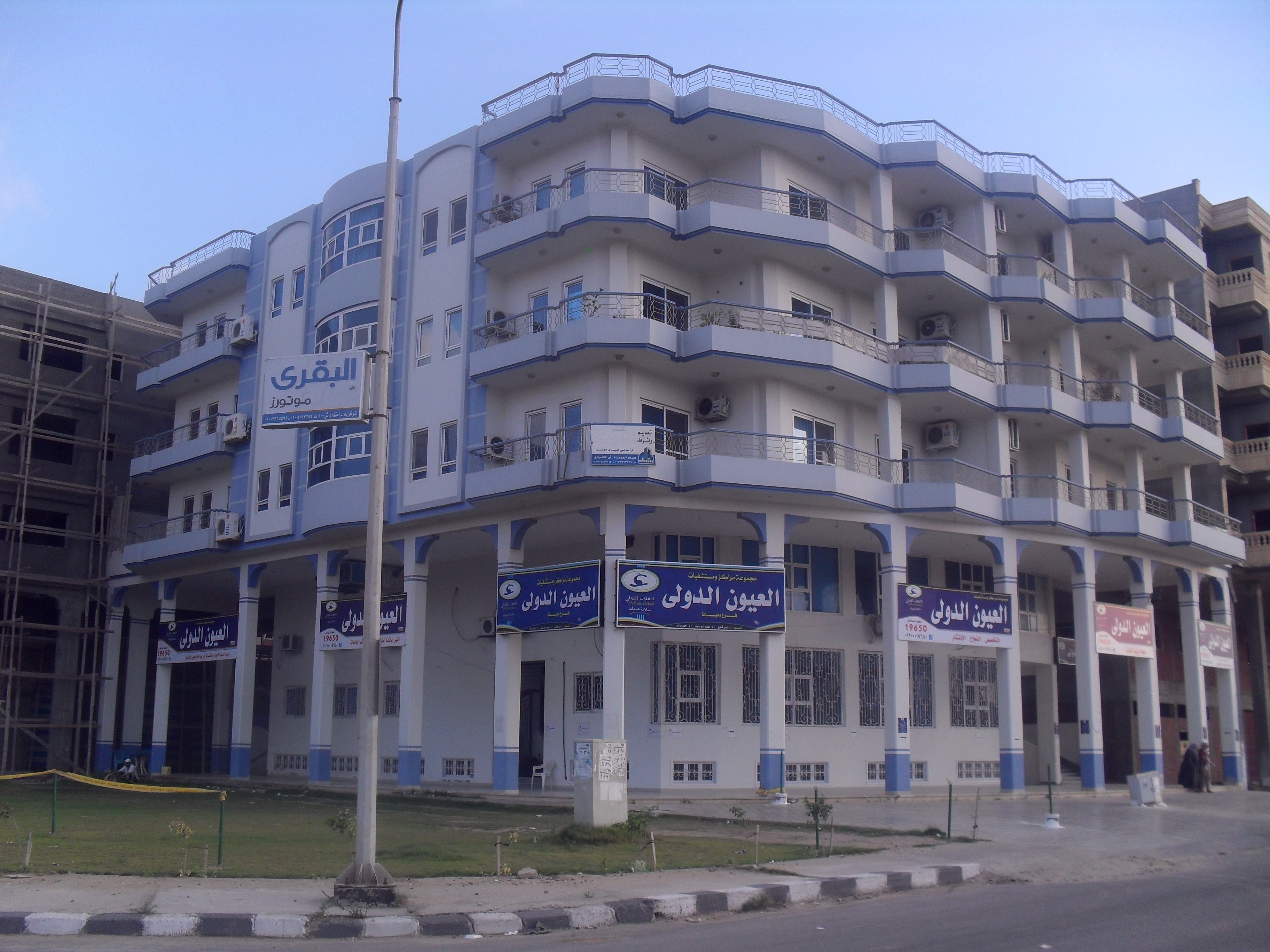
مستشفى العيون الدولي

تضم دمياط الجديدة العديد من المنشأت الصحية مثل:
- المستشفى العسكري بدمياط الجديدة.
- مستشفى جامعة الأزهر بدمياط الجديدة.
- مركز طبي عام بوسط المدينة وآخر في إسكان مبارك بالحي الرابع.
- وحدة أسعاف بالمنطقة الصناعية.
- مستشفى العيون الدولي.

### التعليم

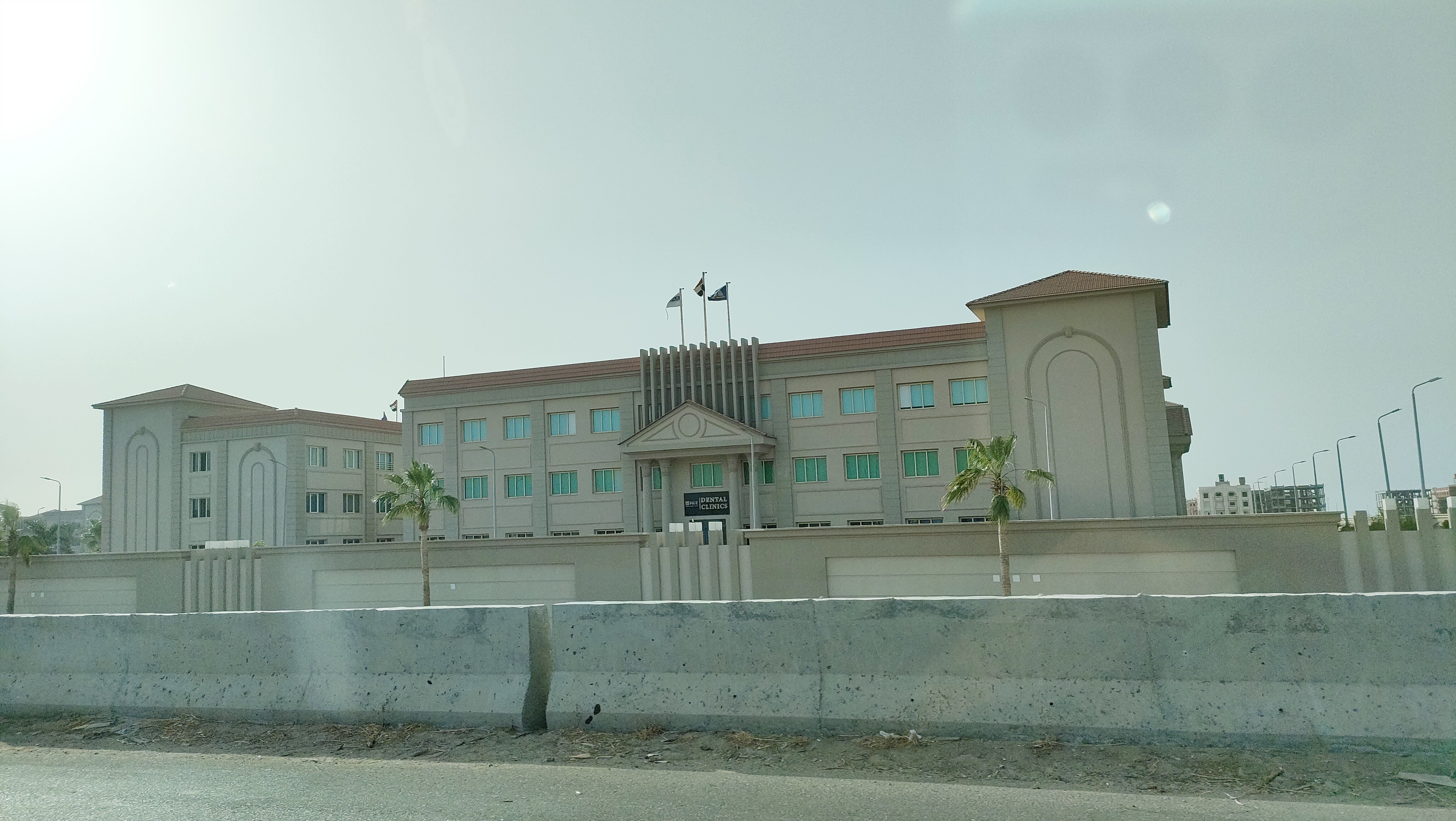
جامعة حورس

مشروع دار مصر

يوجد العديد من المنشأت التعليمية مثل:
- جامعة الأزهر (كلية الطب بنين - كلية الدراسات الإسلامية والعربية بنين).
- المركز الإسلامي للدراسات والبحوث الطبية التابع لكلية طب الأزهر.
- معهد الخلفاء الراشدين النموذجي الأزهري ابتدائي / إعدادي / ثانوي بنين .
- معهد نور الإسلام النموذجي الأزهري ابتدائي / إعدادي / ثانوي فتيات.
- معهد المدينة المنورة النموذجي الأزهري ابتدائي / إعدادي / ثانوي فتيات.
- جامعة دمياط بها (كلية الطب - كلية الهندسة - كلية التربية - كلية التربية النوعية - كلية التربية الرياضية - كلية الفنون التطبيقية - كلية التجارة - كلية العلوم - كلية الزراعة - كلية الآداب - كلية التمريض ).
- ستة مدارس للتعليم الأساسي بالحيين الأول والثاني - كما يوجد بالحي الأول والحي الثاني 4 مدارس ثانوي عام(مدرسة دكتور علي مشرفة، مدرسة خالد بن الوليد، مدرسة أبو بكر الصديق، مدرسة عمر بن عبد العزيز) وأخرى صناعي مشترك ومدرسة مبارك كول الصناعية، بالإضافة إلى مدرسة حسب الله الكفراوي (عادي/لغات) و مدرسة علي ابن أبي طالب ومدرسة المستقبل.
- المعهد العالي للهندسة والتكنولوجيا.
- جامعة حورس الخاصة امتداد الشاليهات أمام الحي الثالث.

### الرياضة والترفيه
- مكتبة مصر العامة بالحي الرابع.

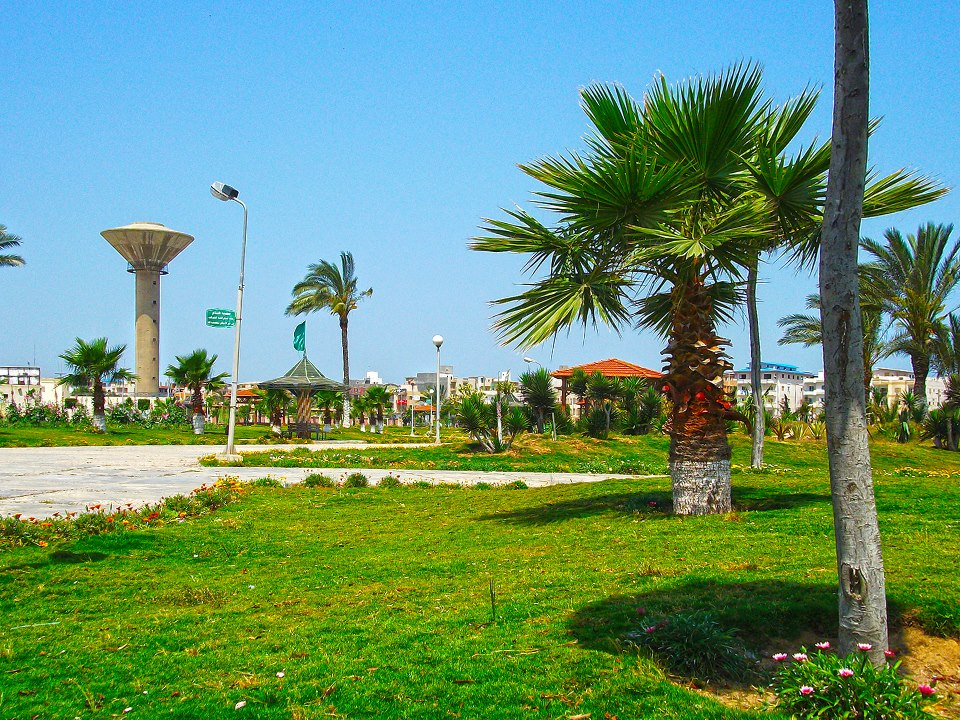
الحديقة المركزية

- الحديقة المركزية بالمنطقة المركزية - بجوار جهاز التعمير بالمدينة.
- القرية الذكية امتداد منطقة الشاليهات.
- نادي المستقبل بالحي الثاني.
- نادي دمياط للحاويات بالحي الثاني.
- نادي التجاريين بالحي الثاني.
- قصر الثقافة .
- الاستاد الرياضي .

## الاقتصاد

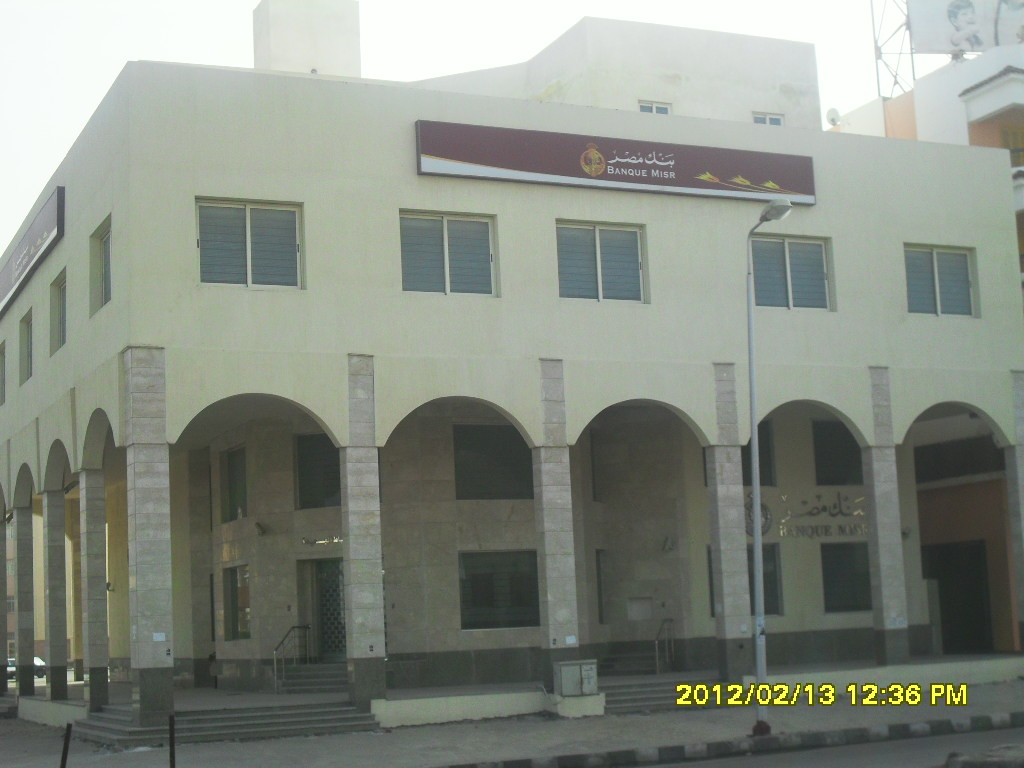
فرع بنك مصر

تضم مدينة دمياط الجديدة العديد من البنوك أهمها:
- بنك التعمير والإسكان بالحي الأول المجاورة الأولى.
- بنك مصر بالحي الثاني بجوار قسم شرطة المدينة.
- البنك الأهلي المصري بالحي الثاني بجوار قسم شرطة المدينة المنطقة المركزية.
- بنك فيصل الإسلامي المصري.
- بنك القاهرة (بجوار المركز الطبي).
- البنك التجاري الدولي CIB بالمنطقة المركزية.

## وصلات خارجية
- الصفحة الرسمية لجهاز المدينة على موقع فيس بوك
- الصفحة الرسمية للمدينة على موقع هيئة المجتمعات العمرانية الجديدة